# Vlag van Waals-Brabant
De vlag van Waals-Brabant werd op 2 januari 1995 officieel aangenomen. De vlag verwijst enerzijds sterk naar de vlag van Wallonië, met de rode haan op een gele achtergrond in beide bovenhoeken.
Centraal staat een gele leeuw met rode tong en klauwen op een zwart bed (Brabantse leeuw), zoals die ook staat op de vlag van Vlaams-Brabant. Dit is een verwijzing naar de vlag van de provincie Brabant (voor deze werd opgesplitst op 1 januari 1995.) en het Hertogdom Brabant
In elke bovenhoek staat een rode Gallische haan, Dit is een verwijzing naar de vlag van Wallonië (Gewest)
De vlag en het wapen van Waals-Brabant zijn gelijk aan elkaar.

De omschrijving van het wapen is als volgt:
In zwart een leeuw van goud, genageld en getongd van keel, gekapt van goud beladen met naar elkaar toe gewende Waalse hanen van keel
De basis is gelijk aan het wapen van Brabant: een zwart schild met daarop een gouden leeuw met rode tong en nagels (Brabantse leeuw). De vlag (en wapen) van Waals-Brabant heeft echter twee gouden driehoeken, beide beladen met een rode haan. Het eerste veld is beladen met een omgewende stappende haan van keel en het tweede is beladen met een stappende haan van keel. 

## Vlaggen van Waals-Brabant

### Historische vlaggen van Waals-Brabant
| Vlag | Datum      | Land/Provincie    | Gebruik                                           |
| ---- | ---------- | ----------------- | ------------------------------------------------- |
|      | 1996-heden | Waals-Brabant     | Vlag van Waals-Brabant (Belgische Provincie)      |
|      | 1815-1995  | Brabant           | Vlag van de voormalig Belgische provincie Brabant |
|      | 1183-1795  | Hertogdom Brabant | Vlag van het Hertogdom Brabant                    |

### Andere Vlaggen van Waals-Brabant
| Vlag | Datum      | Provincie/Gouverneur     | Gebruik                                                  |
| ---- | ---------- | ------------------------ | -------------------------------------------------------- |
|      | 1996-heden | Gouverneur Waals-Brabant | Vlag van de gouverneur van Waals-Brabant (Gilles Mahieu) |
|      | 1996-heden | Waals-Brabant            | Vaak gebruikte variant van de vlag met verhouding 2:3    |

### Elementen van de vlag van Waals-Brabant
| Vlag | Datum      | Provincie/gewest | Gebruik                             |
| ---- | ---------- | ---------------- | ----------------------------------- |
|      | 1830-heden | Brabant          | Vlag van Brabant                    |
|      | 1997-heden | Wallonië         | Vlag van Wallonië (Belgisch gewest) |

## Voetnoten
1. 1 2 3 4  https://www.crwflags.com/fotw/flags/be-wbr.html